# Activisme politique
Pour les articles homonymes, voir Activisme.
L'activisme politique est un engagement politique privilégiant l'action directe. C'est une forme de militantisme dont l'une des modalités peut être de braver la loi, s'agissant d'actions qui peuvent parfois être considérées comme violentes.
Le terme « activisme » est quelquefois utilisé par anglicisme, pour désigner une activité ou un engagement politique dont on souhaiterait souligner l'intensité. Dans cette acception, le terme correct est « militantisme »[réf. nécessaire].

## Usages du terme
Comme l'atteste le dictionnaire Le Petit Robert (2003), à partir 1916, le terme « activisme » est utilisé en Belgique. Il désigne à l’époque le « mouvement des Flamingants partisans de l’action en faveur de la langue flamande que soutenait l'occupant allemand ».
Actuellement, il s'agit cependant d'une utilisation très minoritaire du terme.
Activisme et activiste, absents du Littré, apparaissent dans le Petit Robert (1982) dans un premier sens philosophique (N.B. le Grand Robert mentionne la date de 1911, comme date de première apparition) d’« attitude morale consistant à rechercher l’efficacité… forme de pragmatisme ».
En France, l’expression a, en particulier, été utilisée pendant la guerre d'Algérie pour désigner parfois l'action des membres du FLN ou de l'OAS.
L’activisme politique peut s’attacher à défendre des causes idéologiques comme des causes communautaires ou nationales.

### Activisme versus militantisme
Selon Alain Dubois, « dans son emploi médiatique actuel, il signifie tout simplement “militant” et correspond en réalité à une francisation récente du terme anglais “activist” ». Certains tentent d’introduire une ligne de démarcation entre militantisme pacifique et activisme, violent et illégal. Néanmoins, selon Anne-Martine Henkens, « Il me paraît imprudent de lier unilatéralement le militantisme à l’action légale et pacifiste, et l’activisme au geste illégal et violent, tout comme de taxer systématiquement celui-ci d’illégitime, et celui-là, de légitime. Il est tellement difficile de porter un jugement définitif en la matière que l’on rappellera ici une célèbre phrase du politologue Bernard Denni : « la légalité ou l’illégalité de l’action collective dépend moins du comportement des intervenants que de la réponse du pouvoir politique à cette action, voire à son projet. » ».

### Connotations du mot «activiste»
Il peut être considéré aujourd'hui comme un anglicisme.
Le terme d’activiste a également eu une connotation légèrement négative. Dans la vision marxiste, l’activisme politique consiste à ne s’attacher qu’à l’action et au court terme, tout en délaissant la théorie et le long terme.
Le mot activiste est souvent, utilisé par mauvaise traduction de l'anglais « activist » qui se traduit plutôt par « militant »[réf. nécessaire].

## Historique
L’histoire de l’activisme politique recouvre une assez large part de l'histoire politique contemporaine.

### En France

#### Sous laIIIeRépublique
En France, l’histoire de l’activisme politique recouvre en particulier l’action des mouvements socialistes depuis le début du XIXe siècle. Il trouve des formes d’expression spectaculaires à la fin du XIXe siècle et au début du XXe siècle avec le terrorisme anarchiste, les actions directes et l’appropriation directe de la bande à Bonnot par exemple, les mouvements de grèves interdits par la loi. Le courant anarcho-syndicaliste, qui domine le syndicalisme français de 1890 à 1914, théorise la notion d’action directe (Émile Pouget (secrétaire national de la CGT), L’Action directe, 1910, éditions CNT-AIT). Cette première phase de l’activisme vise à réellement provoquer une situation révolutionnaire.
L’activisme d’extrême droite va particulièrement se développer à la suite de l’échec du boulangisme, autour de positions nationalistes et antisémites. On notera l’action spectaculaire du fort Chabrol de Jules Guérin en 1899. L’activisme nationaliste va se structurer autour de la Ligue d'Action française sous l’impulsion de Charles Maurras à partir de 1900. Les ligues nationalistes françaises vont connaître de fortes périodes d’activisme en 1924-1926, puis en 1934-1937. Cette forme d’action vise également à favoriser une situation révolutionnaire favorisant l’arrivée au pouvoir d’un régime nationaliste ou même une forme de fascisme français. Le réseau activiste le plus connu est la nébuleuse de la Cagoule, qui commet notamment des attentats contre le siège du syndicat patronal CGPF en octobre 1937 en tentant de les attribuer au parti communiste.
La gauche mène également des actions politiques de rue en réaction aux violences des ligues fascisantes.

#### Sous la période 1945-1968
L'année 1947 en France voit un regain de l'activisme avec la grande grève générale de novembre-décembre 1947, marquée notamment par une tension extrême entre le gouvernement et les grévistes, un caractère insurrectionnelle, quelques heurts physiques, la séquestration du maire de Marseille et des accusations de sabotage à la SNCF.
L’activisme politique nationaliste va connaître un bref regain en France métropolitaine avec l'OAS, à la fin de la guerre d'Algérie (1961-1962), avec la tentative de coup d'État militaire du putsch des généraux d'avril 1961, et des attentats en Algérie et en métropole, notamment contre le général de Gaulle, en particulier l'attentat du Petit-Clamart le 22 août 1962. Le camp adverse, le FLN, usera également de moyens de lutte politique illégaux sur le territoire métropolitain, avec notamment les « porteurs de valises » du FLN.

#### Depuis 1968
L’activisme politique de gauche va connaître un renouveau plus durable en France à partir de 1968, une évolution que l’on constate au niveau international. Des mouvements idéologiques comme des mouvements de société (écologie politique, antimilitarisme, squatters…) et des mouvements régionalistes (Bretagne, Corse notamment) vont se lancer dans l’action politique, contestant la pratique politique de la démocratie libérale (illustrée par le slogan « Élections, piège à cons »). À la fin de cette vague, et à l’extrême, va se développer en France, comme ailleurs en Europe, un terrorisme d’extrême-gauche, avec notamment les Napap (1977-79) puis le groupe Action directe (de 1979 à 1987).
De 1986 à 1994 le Comité des mal-logés met en pratique dans ses luttes, ses occupations d'immeubles HLM, et son organisation interne les principes du communisme de conseil, il fédéra plusieurs dizaines d'immeubles en lutte et regroupa jusqu'à cinq cents mal logés de toutes origines géographiques à Paris et Banlieue de 1986 à 1994. Son organisation était de type conseilliste, toutes les décisions étaient prises en assemblée générale avec refus de délégation de représentativité, ses membres sur leur lieu de travail, majoritairement dans les entreprises de nettoyage (COMATEC par exemple), se fédéraient à la CNT. Une dizaine de ses militants se sont réunis pour rédiger une brochure de bilan de cette expérience lorsque scission et dissolution ne faisait quasiment plus de doute tant les forces politiciennes de la gauche de gouvernement se sont liguées pour obtenir la dislocation du comité.
Le développement de l'extrême droite nationaliste dans les années 1980-1990, donnera lieu à quelques manifestations d’activisme à caractère raciste, avec notamment l’action violente des groupes de skinheads en marge de manifestations politiques ou sportives et des attentats (notamment les deux attentats du groupe néo-nazi PNFE contre un foyer Sonacotra en 1988). La dégradation de sépulture avec une connotation raciste constitue également une forme de violence symbolique.
Les années 1990-2000 voient la réémergence de l’action directe activiste de gauche. Selon une étude sur le sujet, « on retient plus souvent les années 1994-95, date de la mise en place du mouvement des « sans » (sans-papiers d’abord, puis mal-logés et sans-emplois ensuite) (…). Suivent, chronologiquement, la montée en puissance du mouvement altermondialiste après la création d’Attac en juin 1998, les manifestations des mouvements dits « anti-mondialisation » à Seattle, Nice, Gênes, au Forum social européen de Florence en 2002…
Les mouvements activistes actuels en France sont notamment centrés sur les questions des sans-papiers, du logement (DAL, Les Enfants de Don Quichotte en 2007…), de l'environnement (écoterrorisme et actions de Sea Shepherd, de la société (le célèbre démontage du McDonald's de Millau en 1999 par les agriculteurs du syndicat agricole Confédération paysanne et les multiples destructions de cultures OGM par les faucheurs volontaires…), de la santé (actions spectaculaires d'Act Up-Paris)…), le chômage (refus de payer la totalité des factures d’électricité et de gaz prôné par l’association AC !, collectif sans ticket en Belgique…).

## Moyens d’action

### Les moyens
L'activisme politique s'exprime à travers des méthodes qui se sont diversifiées avec l'avènement du numérique
- Désobéissance civile par abstention : refus de présentation de papiers d'identité, refus de participation aux institutions publiques, boycott d'entreprise ou de groupes privés…;
- Désobéissance civile par obstruction : sit-in et die-in, blocages, obstruction de circulation, de fonctionnement d'organismes publics ou privés (entrave à la pêche à la baleine par exemple), interpositions contre des expulsions de logements ou de territoire, chaînes humaines, rôle de bouclier humain, hébergement de personnes recherchées par la police ou en situation illégale…;
- Le vidéo-activisme, par la réalisation de vidéos pour la documentation évènements, d’injustices ou de violences, les enjeux principaux étant la visibilité, rendu possible par les réseaux sociaux et le numérique[12].

Selon Tina Askanius (2014), il y aurait trois conceptions différentes de vidéo-activisme selon les champs disciplinaires distincts.

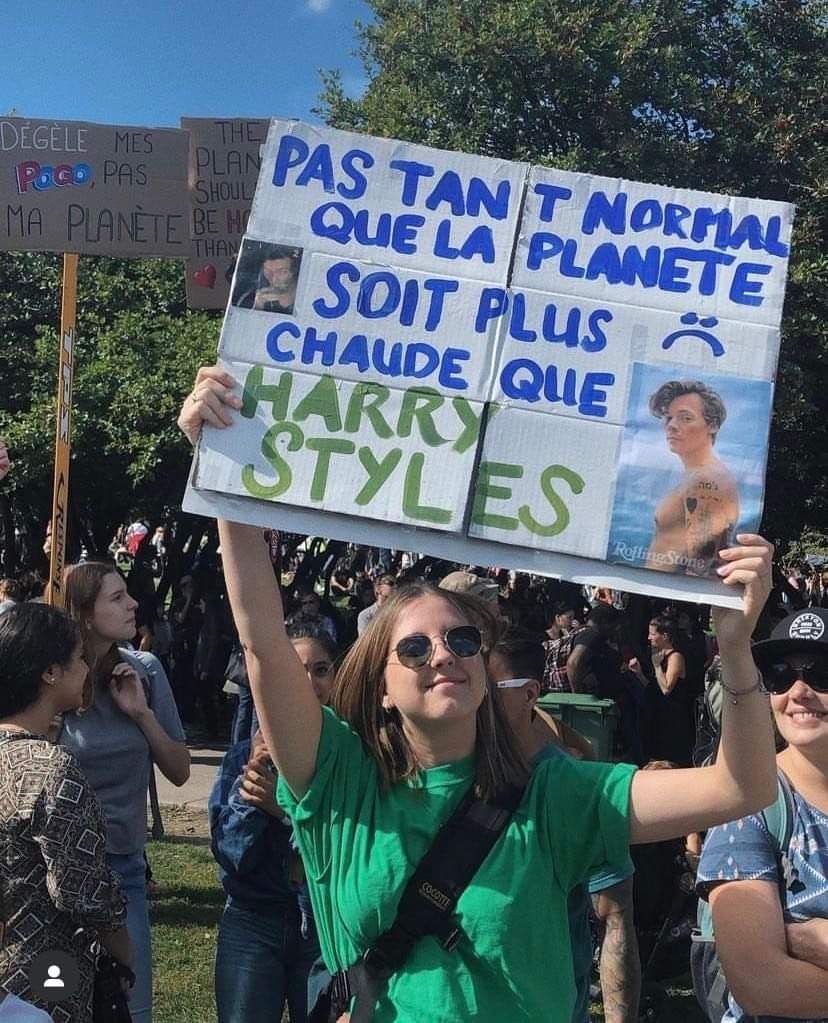
Manifestation pour la planète

- Manifestation pour la planèteLa première approche est la « vidéo comme information alternative », qui propose le vidéo-activisme comme une critique médiatique selon la perspective des études des mouvements sociaux, des médias communicationnels ainsi que des films et documentaires. Comme les vidéos sont généralement anonymes, ce type d’activisme comme production de l’information est de type vigilant. On peut penser à des vidéos de surveillance, de témoignage ou encore de point de vue civil.

- La deuxième approche est celle de la « vidéo comme [manifeste de pouvoir]», qui se penche sur les expériences audiovisuelles locales et communautaires ou de minorités ethniques. Ce type de vidéo-activisme interpelle l’étude du développement et de la globalisation. On y retrouve les vidéos promouvant la participation, le changement social ou les communautés. Avec ces vidéos, on appelle généralement à l’action, par la provocation ou un cris d’alerte. Ces vidéos passent souvent un message fort.

- La troisième approche est la « vidéo comme documentation », donc perçue comme un document ou preuve visuelle d’un enjeu. On peut penser à des vidéos de tribunaux, de témoins ou de surveillance. On peut aussi y inclure les vidéos informatives, cependant, il faut se méfier des informations retenues, puisqu’elles peuvent être de nature conspirationniste[13].

## La place de l’activisme dans la politique

### Les raisons du recours à l’activisme
L’activisme politique est la forme d’action politique utilisée lorsque l’usage des moyens politiques légaux est impossible ou paraît impossible à certains groupes militants. C'est l'usage de dernier recours.
Dans d'autres cas, les partisans de l'activisme refusent volontairement l’usage de ces moyens légaux, pour des raisons de principe ou d’efficacité. L'usage de l'activisme peut ainsi entrer dans une stratégie politique précise, notamment compte tenu du poids des médias et de l'opinion publique.

#### Un dernier recours
L'activisme politique est l'arme naturelle de dernier recours lorsque le système politique ne permet pas l'expression légale de la contestation ou d'idées différentes.
L’usage de modes d’action activiste est souvent donc le fait de groupes minoritaires qui ne pourraient accéder au pouvoir par le mode légal en raison de leur caractère minoritaire et de leur refus de participer à des alliances.
L’activisme est également une composante naturelle de l’action politique marxiste. En effet, il juge que la démocratie libérale bourgeoise est une façade offrant des libertés qui ne permettant pas un véritable renversement du système de propriété capitaliste. Dans ce cadre, marqué par la répression et les massacres des révolutions de 1848 et de la Commune de Paris, l’usage de la violence révolutionnaire est considérée comme une contrainte nécessaire, lié à l'emploi de la violence par la bourgeoisie.

#### Un élément d'une stratégie politique
Dans plusieurs cas, l'usage de l'activisme entre dans le cadre d'une stratégie volontaire alors que d'autres moyens sont disponibles. Les moyens légaux (participation aux élections) et illégaux peuvent alors être combinés.
L’action activiste peut être un moyen d’accroître son audience et peser sur la vie politique avant de tenter de parvenir au pouvoir de manière légale. Les partis fasciste et nazi sont ainsi parvenus au pouvoir dans l’entre-deux-guerres par le dosage entre activisme et action légale. L’activisme a pu être parfois analysé comme un moyen d’accroître le désordre de rue pour mieux justifier l’accession au pouvoir d’un parti d’ordre, ainsi qu’un moyen de parvenir à un reclassement de la vie politique. C'est la stratégie de la tension, qui aurait notamment été mise en œuvre par l'extrême droite en Italie au cours des années 1970.
L’activisme politique actuel vise rarement à parvenir à une situation insurrectionnelle globale, mais, le plus souvent, à l’emporter sur des sujets de société bien précis, soit par la réussite de l’action elle-même, soit par la médiatisation de l’action : pression sur les institutions, sensibilisation de l’opinion publique, émergence d’un débat de société sur la question…
L’activisme politique est également considéré comme la manifestation d’un malaise de la vie démocratique dans la mesure où celle-ci doit permettre l’expression légale des différents courants de pensée.

### Activisme et légalité politique
La frontière entre légalité et illégalité, qui théoriquement simple à établir car basée sur des définitions juridiques précises, est, dans les faits, plus difficile à tracer. Ainsi, une manifestation autorisée peut ainsi donner lieu à de nombreux actes illégaux (détournement du tracés, arrêts, sit-in, dégradation des biens publics et privés sur le passage, tags et collages sauvages, dépassement des horaires, sans même évoquer les affrontements au moment de sa dispersion).
Les chercheurs Pierre Favre (IEP de Grenoble) et Olivier Fillieule (IEPI-Université de Lausanne) soulignent le mélange des actes politiques légaux et illégaux, pacifiques et violent, ce qui complique l’analyse du phénomène. Pour sa part, le chercheur en sciences politiques Bernard Denni (IEP de Grenoble) estime que « la légalité ou l’illégalité de l’action collective dépend moins du comportement des intervenants que de la réponse du pouvoir politique à cette action, voire à son projet ».
L’activisme politique pose aussi la question du débat entre légalité et légitimité.